# سینتیا ادوبیا
سینتیا ادوبیا (زادهٔ ۱ اوت ۱۹۹۰ میلادی) یک بازیکن زن فوتبال اهل کشور غنا است. پست تخصصی وی مدافع است. او یکی از اعضای تیم ملی فوتبال زنان غنا است. وی در سال ۲۰۱۴ همراه با این در رقابت‌های جام ملت‌های زنان آفریقا شرکت کرد. در ردهٔ باشگاهی او برای تیم ریفورمز بازی می‌کند.